# 29450 Tomohiroohno
A 29450 Tomohiroohno (ideiglenes jelöléssel 1997 QZ2) a Naprendszer kisbolygóövében található aszteroida. T. Okuni fedezte fel 1997. augusztus 28-án.